# Dan Olweus
Dan Olweus (Kalmar, 18 aprile 1931 – Bærum, 20 settembre 2020) è stato uno psicologo e docente svedese.
Professore di Psicologia della Personalità presso l'Università di Bergen, in Norvegia, è generalmente riconosciuto come pioniere e padre fondatore della ricerca sui problemi del bullismo (con un occhio particolare al bullismo scolastico) e come uno dei maggiori esperti mondiali della materia. Il suo libro del 1993 Bullying at School: What We Know and What We Can Do è stato tradotto in 30 lingue, compreso l'italiano. La sua importanza è documentata anche dal fatto che è stato per diversi anni il ricercatore scandinavo più citato a livello internazionale per quanto attiene alle tematiche del bullismo.

## Biografia
Dopo il dottorato di ricerca conseguito nel 1969 all’Università di Umeå, nella natia Svezia, si trasferì in Norvegia, dove insegnò dal 1970 al 1995 presso l’Università di Bergen. Nel1996 lasciò l’accademia, per dedicarsi esclusivamente alla ricerca, fondando e dirigendo l’Olweus Group Against Bullying.
Per circa quarant’anni anni la sua attività di ricerca e conseguenti ricadute applicative, ha riguardato i problemi legati al fenomeno del bullismo nelle scuole di ogni ordine e grado. Nel 1970 condusse un programma di ricerca unanimemente considerato come il primo studio scientifico al mondo sul bullismo scolastico, pubblicato in volume in Norvegia nel 1973 e negli Stati Uniti nel 1978, dal titolo Aggression in the schools: Bullies and whipping boys (traduzione: L'aggressività nelle scuole: bulli e capri espiatori).
Olweus è stato tra i primi a considerare il bullismo come una violazione dei diritti umani. Nel 1994 scriveva: "è un diritto fondamentale [...] di ogni giovane potersi sentire al sicuro a scuola e di non dover subire l'oppressione e l'umiliazione ripetuta e intenzionale implicita nell'atto di bullismo. Nessuno studente dovrebbe aver paura di andare a scuola, per paura di essere molestato o umiliato, e nessun genitore dovrebbe preoccuparsi che cose del genere possano accadere al proprio figlio!.
La sua ricerca pionieristica, gli scritti e il programma di prevenzione che porta il suo nome, hanno cambiato la vita di moltissimi studenti in tutto il mondo e hanno ispirato il lavoro di innumerevoli ricercatori e professionisti.

## Il programma di prevenzione del bullismo (OBPP)
Durante gli anni ’80, implementò il programma di prevenzione dal bullismo che porta il suo nome (Olweus Bullying Prevention Program, o OBPP). Questo programma diventò nel 2000 l’unico programma in uso presso tutte le scuole norvegesi.
Dopo otto mesi dalla sua introduzione, il programma fu valutato da sette studi indipendenti condotti su larga scala e che reclutarono oltre 30.000 studenti norvegesi. I risultati evidenziarono una riduzione degli episodi di bullismo, rilevati attraverso questionari self-report, in una misura compresa tra il 35 e il 45 per cento rispetto alla rilevazione condotta otto mesi prima. L'OBPP venne implementato con successo anche in diversi altri paesi, tra cui Islanda, Svezia, Lituania e, in particolare, negli Stati Uniti, dove fu istituito uno specifico gruppo di formazione e ricerca presso la Clemson University nella Carolina del Sud e che ha formato fino ad oggi più di 500 formatori e/o istruttori OBPP. Il programma è stato implementato in più di 8.000 scuole statunitensi.
Il programma di Olweus contro il bullismo è uno dei 10 programmi (su oltre 600 finora vagliati) attualmente utilizzati in tutte le scuole statunitensi nonché l'unico programma sviluppato e implementato fuori dagli Stati Uniti.
Il programma è stato riconosciuto come programma modello dalla Substance Abuse and Mental Health Services Administration e come programma efficace dall'Office of Juvenile Justice and Delinquency Prevention e dal Department of Education degli Stati Uniti.
Una meta-analisi del 2009, finanziata dal Consiglio nazionale svedese per la prevenzione del crimine e condotta dai ricercatori dell'Università di Cambridge sotto la guida di David Farrington, ha evidenziato l'efficacia dell'OBPP, sottolineando la circostanza che l'OBPP era a quel momento l'unico programma evidence-based.
Olweus condusse anche il primo studio sistematico sul Bullying in teaching (traduzione: bullismo subito dagli studenti da parte degli insegnanti), coinvolgendo circa 2.400 studenti tra i 12 e i 16 anni. Questo studio è stato pubblicato solo in norvegese (1996) con il titolo Mobbing av Elever av Lærere (traduzione: bullismo sugli studenti da parte degli insegnanti).

## Riconoscimenti
Per la sua ricerca sull'aggressività, ricevette nel 1976 il premio dell'International Society for Research on Aggression (ISRA). Nel 2000, gli fu conferito lo Spirit of Crazy Horse Award dall'organizzazione statunitense Reclaiming Youth International per "aver infuso coraggio agli scoraggiati". Nel 2002, ricevette il Nordic Public Health Prize dal Nordic Minister Council per i suoi successi nella promozione della salute pubblica nei paesi nordici. Nel 2005, fu insignito della medaglia della regina Sofia di Spagna. Inoltre, nel 2011 ricevette l'American Psychological Association Awards for Distinguished Contributions to the International Advancement of Psychology e nel 2012 lo stesso premio ma nella sezione Distinguished Contributions to Research in Public Policy.

## Curiosità
Olweus era anche un apprezzato pianista jazz, componente del Dan Olweus Quartet.

## Opere

### In italiano
- Dan Olweus, Bullismo a scuola - Ragazzi oppressi, ragazzi che opprimono, traduzione di Anna Maria Dema, Giunti Psychometrics, 2007,  p. 148, ISBN 9788809053038.

- Dan Olweus, La previsione del comportamento aggressivo mediante l'uso di un test proiettivo, traduzione di Adriana Lis, Firenze, OS, 1981.

### In altre lingue
- (EN) Dan Olweus, Olweus Bullying Prevention Program Teacher, Hazelden Information & Educational Services, 2007, ISBN 9781592853762.
- (EN) Dan Olweus, Olweus Bullying Prevention Program: Schoolwide Guide, Hazelden Publishing & Educational Services, 2007, ISBN 9781592853748.
- (EN) Dan Olweus, Aggression in the Schools, Old Tfi Soc Sci, 1986, ISBN 9780470993613.
- (EN) Dan Olweus, Peter K. Smith, Yohji Morita, + 3, The Nature of School Bullying: A Cross-National Perspective, Routledge, 1998, ISBN 9780415179850.
- (EN) Dan Olweus, Vicki Crocker Flerx, Susan P. Limber, Nancy Mullin, Jane Riese, Marlene Snyder, Class Meetings That Matter: A Year's Worth Of Resources For Grades K 5 Olweus: Bullying Prevention Program, Hazelden Publishing, 2009, ISBN 1592857221.